# Селенат свинца(II)
Селенат свинца(II) — неорганическое соединение,
соль свинца и селеновой кислоты
с формулой PbSeO4,
бесцветные кристаллы,
не растворяется в воде.

## Получение
- В природе встречается минерал керстенит — PbSeO4[1].
- Обменная реакция с селенатом натрия:

{\displaystyle {\mathsf {Pb(NO_{3})_{2}+Na_{2}SeO_{4}\ {\xrightarrow {}}\ PbSeO_{4}\downarrow +2NaNO_{3}}}}

## Физические свойства
Селенат свинца(II) образует бесцветные кристаллы
моноклинной сингонии, пространственная группа P 21/n, параметры ячейки a = 0,7154 нм, b = 0,7407 нм, c = 0,6954 нм, β = 103,14°, Z = 4,
структура типа фосфата церия CePO4
.
Не растворяется в воде.